# Hendrik Gerrit Cannegieter (journalist)
Hendrik Gerrit Cannegieter (Tzum, 17 september 1880 – Haarlem, 28 maart 1966) was een Nederlands predikant, journalist en schrijver.
Hij was zoon van Trijntje Catharina Cundagunda Leesekamp en notaris Dominicus Cannegieter. Hij was getrouwd met Maria Kuipers, na een echtscheiding hertrouwde hij in 1921 met Gerarda Wijnanda Kop.
Hij kreeg een opleiding aan het gymnasium te Leeuwarden. Daarna volgde een studie theologie aan de Universiteit Groningen. Van daaruit werd hij dertien jaar predikant te achtereenvolgens Jelsum (1906-1911), Lutjebroek (1911-1914) en Uitgeest (1914-1919). In 1919 nam hij ontslag in Uitgeest. Later zou hij ambivalent terugkijken op studie en predikantschap; hij sloot zich aan bij het Humanistisch Verbond. Al tijdens zijn predikantsperiode publiceerde hij artikelen over Friese schrijvers in het Algemeen Handelsblad.
Vanuit Uitgeest vestigde hij zich in de “grote stad” Haarlem. Hij schreef als journalist op allerlei gebied voor een aantal kranten en bladen. Onder meer Nieuws van den Dag, de Socialistische Gids, de Hollandsche Revue, de Haagsche Courant, Amersfoortse Courant, De Twentsche Courant Tubantia, Opregte Haarlemsche Courant en Haarlem's Dagblad (toneelrecensies) maakten van zijn diensten gebruik. Hij was daarnaast veelvuldig te lezen in de Nieuwe Rotterdamse Courant met name op het gebied van kerknieuws. Hij voerde ook de redactie van het familieblad Eigen Haard. Biografische karakterschetsen werden gepubliceerd in Morks Magazijn. Voor het Boekenweekgeschenk 1922 verzorgde hij een vraaggesprek met schrijver Anton Coolen. Voorts gaf hij les aan de School voor Maatschappelijk Werk en was curator van het Kennemer Lyceum.
Als schrijver greep hij terug op zijn jeugd in Tzum. Uit zijn pen kwam ook een aantal toneelstukken voor kinderen; in een van die stukken maakte scholiere Georgette Hagedoorn haar debuut. Hij had een relatief groot oeuvre, maar dat kon niet voorkomen dat hij na zijn overlijden mede door zijn trage schrijfstijl snel in de vergetelheid raakte.
Een aantal werken, dat bij zijn overlijden werd genoemd:
- 1909: Van het wondere ambt
- 1920: Rusticus Urbanus (bundeling artikelen uit De Groene)
- 1932: De hoge toen van Oldeboorn (kindertoneelstuk)
- 1932: Het leven is een raadsel (over de Friese beweging)
- 1933: Op de hoogte (over Friese heerlijkheden)
- 1940: François Bekius (duiveldominee)
- 1959: Vier schoten voor een vrouw (over IJje Wijkstra)
- 1964: Gokma-State (onder pseudoniem Georg Grünewald)

Hij overleed op 85-jarige leeftijd en werd gecremeerd op Westerveld.
- Biografisch Portaal: 23117700
- Digitale Bibliotheek voor de Nederlandse Letteren: cann007
- Gemeinsame Normdatei: 142953016
- International Standard Name Identifier: 0000 0001 0770 5407
- Nederlandse Thesaurus van Auteursnamen: 069621977
- Réseau des bibliothèques de Suisse occidentale: 02-A012629501
- Virtual International Authority File: 160432056